# Love Story (Jethro Tull)
Love Story è un singolo del 1968 dei Jethro Tull, presente nell'album This Was.
Pubblicato alla fine di novembre del 1968, raggiunse la posizione numero 29 nella UK Singles Chart nel gennaio 1969, trascorrendo otto settimane in quella classifica.  
Il singolo originale nel Regno Unito fu pubblicato il 29 novembre 1968 con il lato B "Christmas Song". Negli Stati Uniti, "Love Story" fu pubblicato il 12 febbraio 1969, con "A Song for Jeffrey" sul lato B.

## Comparse in altri album
- 20 Years of Jethro Tull (1988)
- 25th Anniversary Box Set (1993)
- The Best of Jethro Tull: The Anniversary Collection (1993)